# Lyciasalamandra luschani
Espèce
Synonymes
- Molge luschani Steindachner, 1891
- Mertensiella luschani (Steindachner, 1891)
- Mertensiella luschani finikensis Basoglu & Atatür, 1975
- Mertensiella luschani basoglui Baran & Atatür, 1980

Statut de conservation UICN

 VU B1ab(iii) : Vulnérable
La salamandre de Lycie est une espèce d'urodèles de la famille des Salamandridae. 

## Répartition

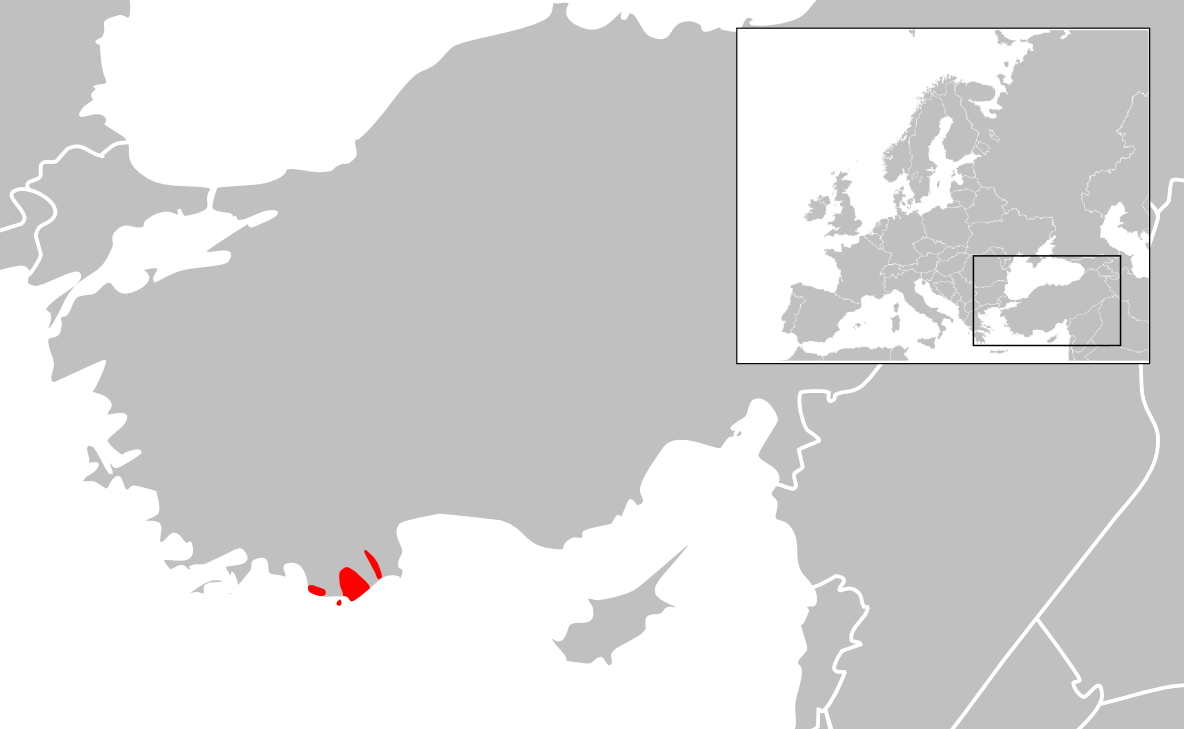

Cette espèce se rencontre jusqu'à 400 m d'altitude en Turquie le long d'environ 350 km de côte au Sud-Ouest entre Fethiye et Finike et en Grèce sur Kastelórizo.

## Description
Les mâles mesurent jusqu'à 167 mm et les femelles jusqu'à 181 mm.

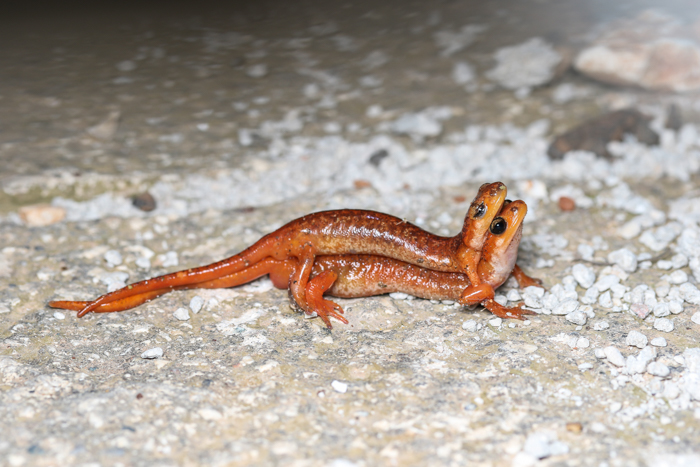
Amplexus de Lyciasalamandra luschani.

## Étymologie
Cette espèce est nommée en l'honneur de Felix von Luschan.

## Publication originale
- Steindachner, 1891 : Über einege neue und seltene Reptilien- und Amphibien-Arten. Sitzungsberichte der Kaiserlichen Akademie der Wissenschaften, Mathematisch-Naturwissenschaftliche Classe, vol. 100, p. 289-314 (texte intégral).